# 안만수
안만수(安滿洙, Ahn Man-Soo, 1938년 9월 27일 ~ 2017년 3월 10일)는 대한민국의 장로교 목사이며 화평교회를 개척하였고 담임사역을 했다. 합동신학대학원대학교의 이사장과 대한예수장로회(합신) 총회장을 역임하였다. 합동신학대학원대학교의 역사신학교수이며 총장인 안상혁 박사가 그의 아들이다.

## 생애
1938년 경기도 화성에서 출생하였다. 고려대학교 영문학과를 졸업하고 서울 화곡동 화성교회에서 당시 장경재 목사로 부터 신앙적 감화를 받았고 장로로 시무하던 중 소명을 따라 합동신학대학원대학교에서 신학을 공부하였으며 미국 풀러신학교에서 목회학 박사 학위를 받았다. 합동신학대학원대학교에 재학중 1982년 서울 방배동에 화평교회를 개척했으며 1987년 역삼동 장안교회(박윤선 박사 담임)와 합병 후 2009년까지 화평교회 담임목사로 시무했다.
그는 대한예수교장로회 합신 총회장, 한국기독교총연합회 공동회장, 합동신학대학원대 이사장 , 한국복음주의협의회 총무 등을 역임했으며 기독출판 영음사 대표회장으로 정암 박윤선(1905∼1988) 목사의 생애와 신학적 유산을 알리기 위해 노력했다.
27여년 간 바른신학, 바른교회, 바른생활 이라는 교단의 이념에 따라 성도들을 양육하였고 전도폭발을 근간으로 한 훈련에 역점을 둠으로써 전도로 인한 교회 성장을 도모하였다. 한국교회의 회개운동, 신앙과 행위의 일치를 강조하고 세속적 가치관에 뿌리를 둔 기복신앙을거부하였다. 그는 고난의 현장이야말로 성도가 가진 ‘사랑의 자유’를 마음껏 표현할 수 있고 성도 개개인에게 부여된 자유와 구원의 가치를 스스로 증명할 수 있는 축복의 현장이라고 한다.
가족으로 황옥선 사모와 아들로 안상욱, 안상혁 교수, 안형덕이다.

## 학력
- 고려대학교 영어영문과
- 합동신학대학원대학교 M.Div.
- 미국 풀러신학대학원 목회학 박사

## 경력
- 대한예수장로회(합신) 총회장 역임
- 대한예수교장로회(합신) 동서울 노회장 역임
- 한국기독교총연합회 국제위원장 역임
- 한국기독교총연합회 공동회장 역임
- 한국복음주의협의회 총무 역임
- 합동신학대학원 대학교 이사장 역임
- 한국복음주의협의회 국제위원회 위원장 역임
- 루디아 어린이 선교회 이사장 역임 (2001년-2017년 3월)
- 소련선교회 이사 역임
- 영음사 대표회장

## 저서
- 안만수, 박윤선과의 만남 1 신앙의 삶과 그의 목회 | 영음사 | 2013년
- 안만수, 박윤선과의 만남 2 교회개혁과 개혁주의 신학 | 88인이 박윤선을 말한다 | 영음사 | 2013년
- 안만수. 『흩어진 나그네: 베드로전서 강해』 서울: 기독교문서선교회, 2003.
- 안만수. 『한국교회 주일성수 운동』 도서출판하나, 2000.
- 안만수 편저. 『한국복음주의협의회 발표문 모음집: 1993-20001』. 서울: 기독교문서선교회, 2001.
- 안만수, 박성은 외. 『하나님밖에 모르는 사람 박윤선』. 국민일보, 2016.

## 같이 보기
- 한국의 목회자 목록
- 합동신학대학원대학교
- 안상혁
- 대한예수교장로회(합신)